# Lunetta

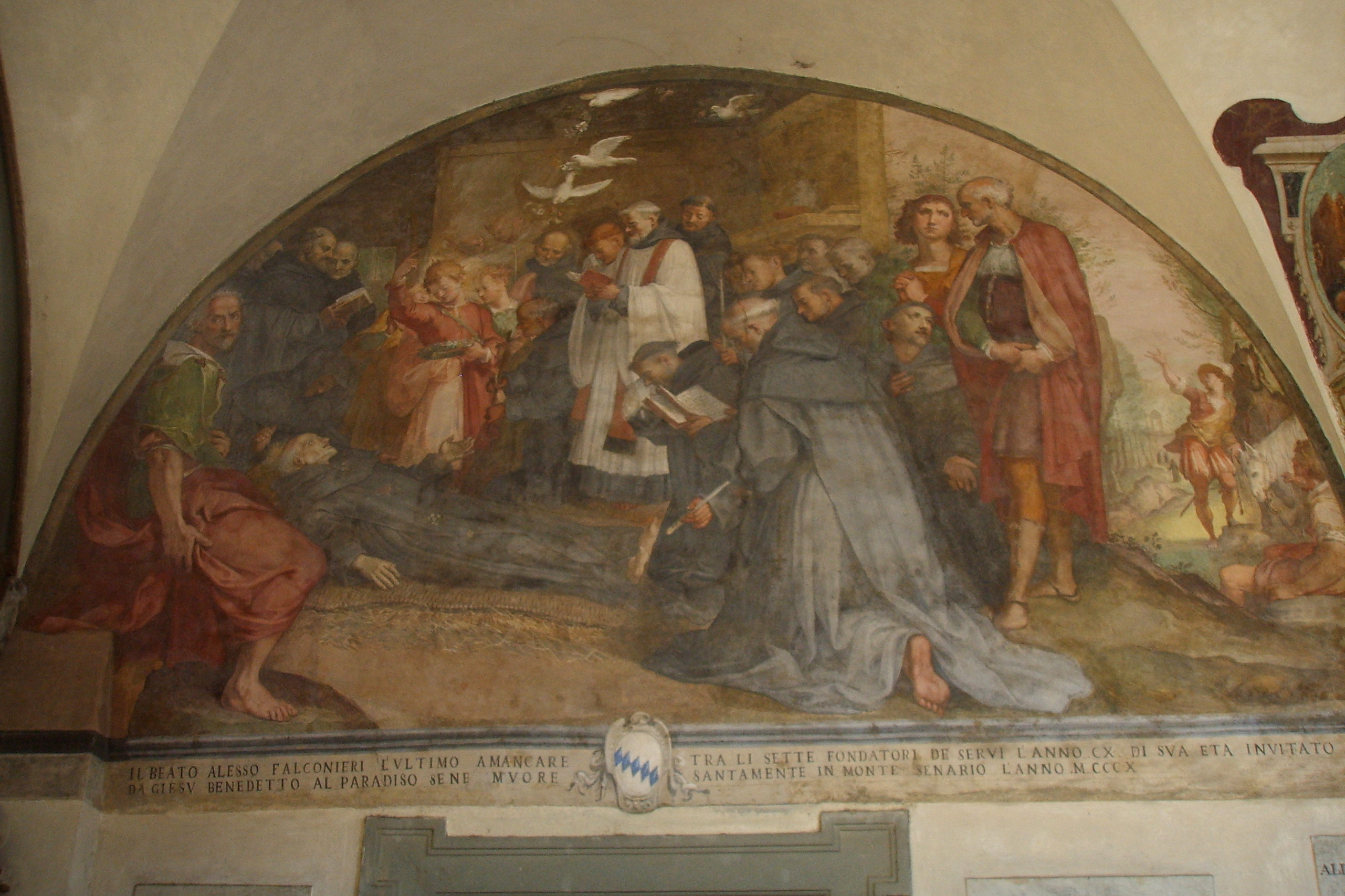
Una lunetta affrescata da Bernardino Poccetti (chiostro grande della basilica della Santissima Annunziata, Firenze)

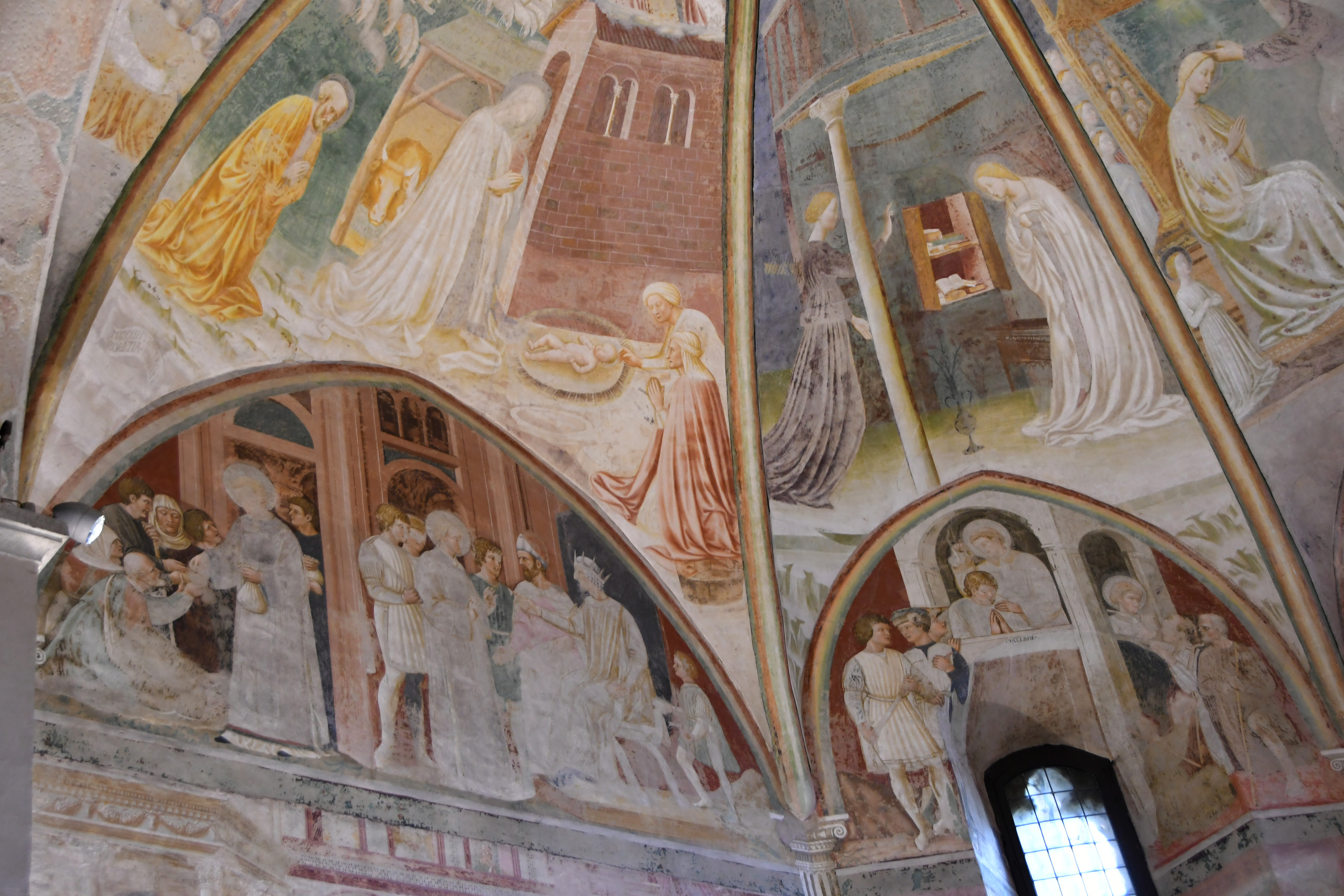
Lunette ad arco acuto affrescate da Paolo Schiavo sotto le vele affrescate da Masolino da Panicale nelle Collegiata di Castiglione Olona (Varese)

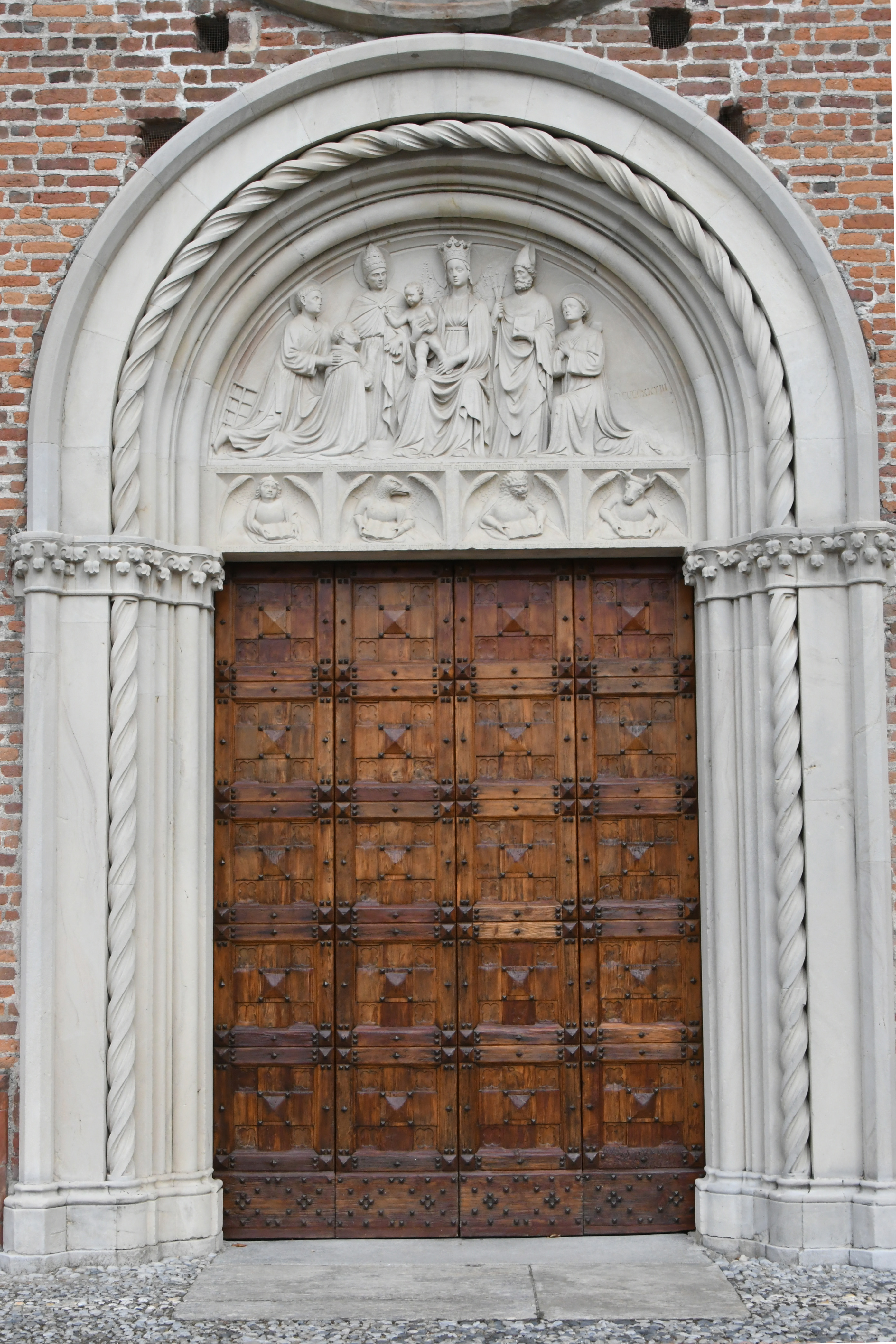
Lunetta ad arco a tutto sesto recante la data 1428 del portale di ingresso della Collegiata di Castiglione Olona (Varese)

La lunetta è un elemento architettonico, tipico di ambienti coperti da volte.
Si tratta della porzione di parete dove una volta a botte, a crociera o a vela si interseca con la parete stessa: in caso di volte con archi a tutto sesto la lunetta ha la forma di un semicerchio, ma può essere anche a sesto acuto, ribassata, ellittica, ecc.
Per similitudine di forma si definisce lunetta anche lo spazio tra l'architrave di una porta e un arco sovrastante.
La lunetta è particolarmente interessante nella storia dell'arte perché spesso decorata da affreschi o altri generi di pittura, da sculture ad altorilievo o a bassorilievo, o anche da ceramiche policrome, arte nella quale eccelsero i Della Robbia. La decorazione delle lunette con sculture si diffuse nel periodo romanico, in Francia e in Spagna e successivamente anche in Italia (Verona, Pisa...).
Viene definita lunetta, nel campo della pittura, una tavola semicircolare, o di simile conformazione, posta come coronamento di una pala d'altare, di un polittico o altro.